# 卡洛斯·卡尔德龙·德拉巴尔卡
卡洛斯·卡尔德龙·巴尔卡（西班牙語：Carlos Calderón de la Barca，1934年10月2日—2012年9月15日），墨西哥男子足球运动员，司职前锋。他曾代表墨西哥国家队参加1958年国际足联世界杯，结果队伍止步小组赛阶段。